# Bayi Shenzhen Nuzi Paiqiu Dui
Il Bayi Shenzhen Nuzi Paiqiu Dui è una società pallavolistica cinese con sede a Shenzhen, militante nel massimo campionato cinese, la Volleyball League A, ed appartenente all'Esercito Popolare di Liberazione.

## Storia
Il Bayi Nuzi Paiqiu Dui viene fondato nel 1951, con sede a Yiyang. Con la nascita del professionismo il club prende parte al campionato cinese sin dal 1996, iscritto alla massima serie, la Volleyball League A. Nella stagione 1996-97 la squadra chiude in quarta posizione, nonostante ciò Wu Yongmei riceve il premio di miglior muro del campionato. Dopo il settimo posto della stagione successiva, nel campionato 1999-00 termina nuovamente in quarta posizione; tra le giocatrici si distinguono Wang Lina e Wu Yongmei, premiate rispettivamente come miglior muro e miglior difesa del torneo. Va ancora meglio nel campionato successivo, al termine del quale la squadra si classifica per la prima volta sul podio, chiudendo in terza posizione.
Nell'annata 2000-01 la squadra è per la prima volta finalista in campionato, uscendo però sconfitta contro lo Shanghai Nuzi Paiqiu Dui, al quinto titolo nazionale consecutivo, ma già nell'annata successiva la squadra può rifarsi, vincendo per la prima volta lo scudetto ai danni del Liaoning Nuzi Paiqiu Dui; le giocatrici fanno inoltre incetta di premi individuali, tra i quali spicca quello di MVP vinto da Zhao Ruirui. Nella stagione 2002-03 la squadra gioca per la terza volta consecutiva in finale scudetto, perdendo però contro il Tianjin Nuzi Paiqiu Dui; nonostante la sconfitta Song Nina viene premiata come miglior palleggiatrice. Al secondo posto si chiude anche la stagione successiva con un'altra sconfitta in finale contro il Tianjin, scenario ripetutosi poi nel campionato 2004-05; nonostante la sconfitta il premio di MVP viene vinto da Zhao Ruirui. Grazie al successo in campionato del 2002, la squadra partecipa al campionato asiatico per club 2004, nel quale termina in seconda posizione a causa della differenza set.
Dopo un anonimo settimo nel posto nella stagione 2005-06, la squadra si classifica al quarto posto nella stagione successiva, mentre nell'annata 2007-08 perde per l'ennesima volta in finale contro il Tianjin. Dopo il quinto posto nel campionato 2008-09, la squadra torna sul podio nel campionato successivo, classificandosi al terzo posto. Nel 2012 la squadra si trasferisce a Shenzhen e dopo tre stagioni chiuse tra la quinta e la quarta posizione, nell'annata 2013-14 la squadra torna sul podio, battendo il Guangdong Hengda Nuzi Paiqiu Julebu nella finale per il terzo posto, mentre nell'annata successiva si aggiudica il secondo titolo nazionale della propria storia, eliminando il semifinale lo Zhejiang Nuzi Paiqiu Dui, prima di sconfiggere il finale lo Shanghai Dong Hao Lansheng Nuzi Paiqiu Julebu.
Dopo aver cambiato denominazione nel 2015 in Bayi Shenzhen Nuzi Paiqiu Dui, nella stagione 2015-16 termina il campionato in quarta posizione.

## Rosa 2015-2016
| N° | Nome         | Ruolo | Data di nascita   | Nazionalità sportiva |
| -- | ------------ | ----- | ----------------- | -------------------- |
| 1  | Wang Yunlu   | S     | 20 maggio 1996    | Cina                 |
| 2  | Zhou Yujie   | P     | 13 ottobre 1991   | Cina                 |
| 3  | Wang Xinyao  | C     | 27 maggio 1995    | Cina                 |
| 4  | Zhu Linfen   | S/O   | 8 novembre 1989   | Cina                 |
| 5  | Liu Yanhan   | S     | 19 gennaio 1993   | Cina                 |
| 6  | Yang Junjing | C     | 15 maggio 1989    | Cina                 |
| 7  | Shen Jingsi  | P     | 3 maggio 1989     | Cina                 |
| 8  | Fan Linlin   | S/O   | 1º dicembre 1991  | Cina                 |
| 9  | Chen Yao     | C     | 22 settembre 1988 | Cina                 |
| 10 | Zuo Ting     | S     | 3 febbraio 1990   | Cina                 |
| 11 | Qi Lin       | P     | 25 maggio 1993    | Cina                 |
| 12 | Yuan Xinyue  | C     | 21 dicembre 1996  | Cina                 |
| 13 | Yan Kailun   | C     | 17 luglio 1995    | Cina                 |
| 14 | Yuan Weiyu   | S     | 25 marzo 1995     | Cina                 |
| 15 | Zhu Mengdi   | P     | 16 giugno 1995    | Cina                 |
| 16 | Wang Yan     | C     | 10 marzo 1988     | Cina                 |
| 17 | Huang Liuyan | L     | 13 giugno 1994    | Cina                 |
| 18 | Wang Qi      | S/O   | 25 maggio 1993    | Cina                 |
| 19 | Tian Yue     | C     | 15 settembre 1997 | Cina                 |
| 20 | Liu Congcong | C     | 8 dicembre 1990   | Cina                 |

## Palmarès
- Campionato cinese: 2

2001-02, 2014-15

## Denominazioni precedenti
- 1951-2015: Bayi Nuzi Paiqiu Dui